# هرمان شتادلر
هرمان شتادلر (بالألمانية: Hermann Stadler)‏ هو مدرب كرة قدم ولاعب كرة قدم نمساوي، ولد في 21 مايو 1961 في Oberndorf bei Salzburg ‏ في النمسا. لعب مع رابيد فيينا ونادي ريد بل سالزبورغ.